# Taifa de Almeria

A taifa de Almeria (1037)

A taifa de Almeria foi um reino independente muçulmano que surgiu em 1012 no Alandalus como consequência da desintegração que, desde 1008, se vinha observando no Califado de Córdova. Foi extinto em 1091 sob a conquista pelos Almorávidas.
No século X, o porto de Almería era considerado um dos portos privilegiados da base naval do Califado de Córdova. No século seguinte, obtida a independência sob o governo de Cairane Alamiri, a sua importância manteve-se, chegando a ser, como reino independente, uma das taifas mais prósperas da Península. A cidade dispunha de, pelo menos, cinco portas, que guardava a entrada de uma cidade com cerca de um milhão de metros quadrados, labiríntica. Dessas cinco portas, os contemporâneos destacam três delas pela sua beleza, dispondo de um raro pátio interior (em todo o Alandalus apenas se encontram dois outros exemplos deste tipo de portas: uma em Sevilha e outra em Granada). Chegou a alojar um grande número de tecelões que criavam, entre outros belos tecidos de seda, um "tecido de Almeria" que era exportado para quase todo o mundo árabe. As crónicas medievais destacam a actividade comercial da cidade e da sua cómoda situação financeira. Não obstante os tecidos serem um sucesso, o comércio de escravos (com os grandes centros em Pechina e Verdún, talvez os maiores da Europa), a ourivesaria e o mármore eram também produzidos e bastante exportados (chegaram a encontrar-se lápides funerárias de mármore de Macael na Nigéria).

## Reinado eslavo

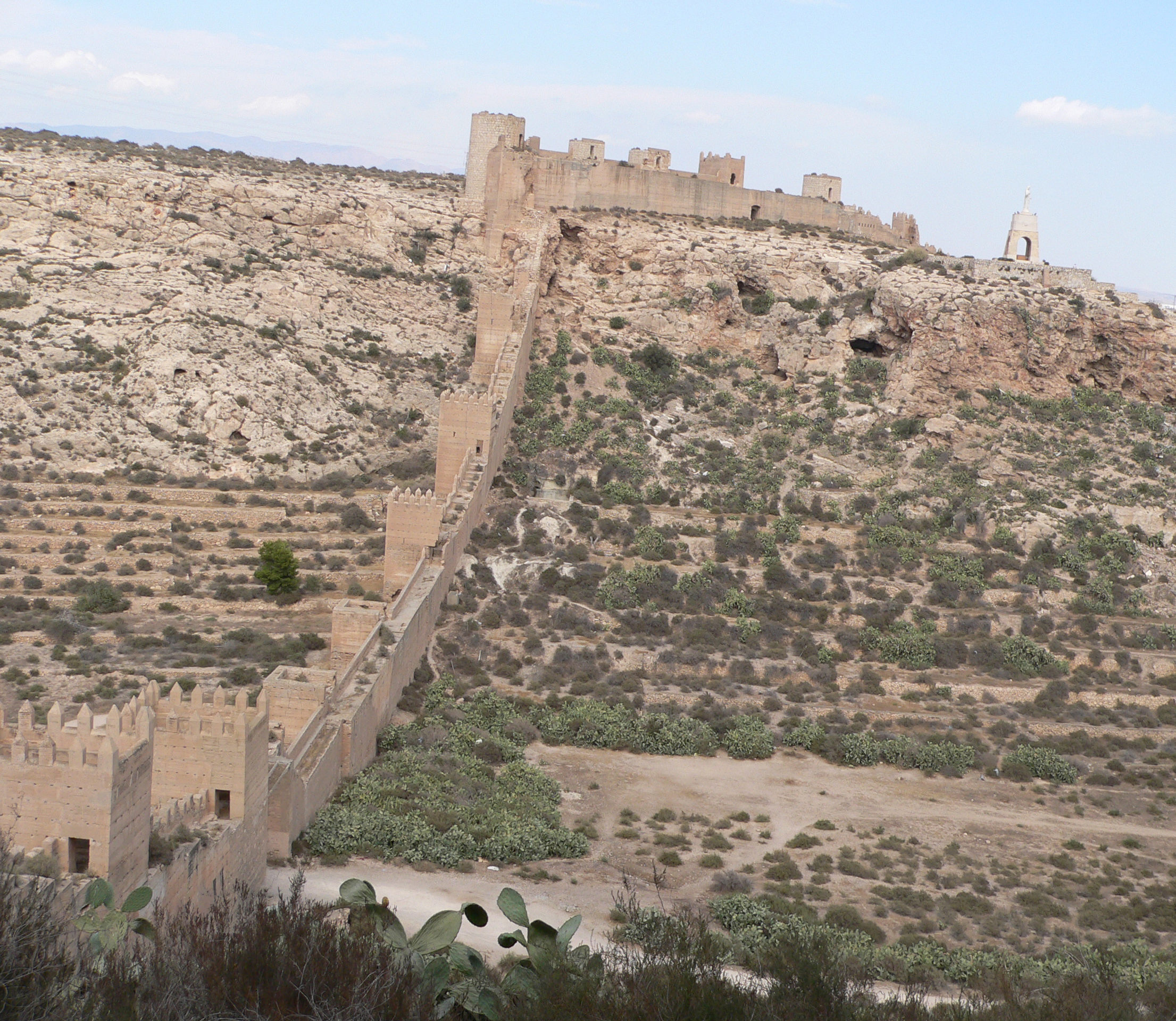
Muralhas de Cairane, em Almeria

A origem da taifa de Almeria deve-se ao eslavo (escravo de raça branca liberto, originário do norte da península ou da Europa) Aftah, que se confrontou com o berbere ibne Rauis pelo controlo de Al-Mariyya, a actual cidade de Almeria.
Foi Cairane que sucedeu a Afta e quem consolidou o reino taifa. Durante o seu reinado, a cidade experimentou um grande desenvolvimento e transbordou o perímetro fortificado, motivo pelo qual Cairane ampliou sucessivamente as suas muralhas defensivas. A explosão demográfica deveu-se ao desenvolvimento económico baseado em dois produtos fundamentais: o mármore das minas de Macael e os tecidos de luxo de seda, ouro e prata, que se exportavam para todo o Mediterrâneo.
Sob o reinado do seu sucessor, Zuhair, a taifa estendeu-se até Múrcia, Jaén, zonas de Granada e Toledo, e inclusivamente à antiga capital do califado, Córdova, embora já numa fase próxima do período de decadência e perda de territórios que culminaria no reinado seguinte.

## Reinado sumádida
Em 1038, sob o reinado de Abu Becre Arramini, a taifa de Almeria foi conquistada por Abedal Maleque ibne Abdalazize, rei da taifa de Valência e neto de Almançor, que nomeou Mane ibne Maomé como governador. Não obstante, a taifa voltaria a ser independente em 1044 sob o governo da dinastia dos sumádidas (Banu Sumade). Sob o governo de Abu Iáia Maomé Almotácime, a região conheceu o seu maior esplendor económico e cultural. Almotácime, conhecido como o rei poeta, chegou a formar um dos núcleos culturais mais importantes do Alandalus, atraindo poetas a quem atribuía pensões em prata.
Na sequência da conquista de Toledo por Afonso VI, os reis das taifas de Sevilha, Granada e Badajoz solicitaram o auxílio dos Almorávidas que vieram para a Península Ibérica em 1086. Derrotaram o rei castelhano-leonês na batalha de Zalaca e, perante a debilidade das taifas em redor, ocasionada pelas constantes disputas entre elas, passou à sua conquista, anexando a de Almeria em 1091, poucos meses depois do falecimento do último rei taifa, Amade Muiz Adaulá.

## Lista de governadores/reis
Dinastia Sqlabi (1012–1014)
- Aftah (1012–1014)
- Cairane Alamiri (1014–1028)
- Zuhair (1028–1038)
- Abu Becre Arramini (1038)

Conquista pela Taifa de Valência (1038–1044)
Dinastia sumádida (1044–1091)
- Mane ibne Maomé (1044–1052)
- Abu Iáia Maomé Almotácime (1052–1091)
- Amade Muiz Adaulá (1091)

A dinastia terminou junto com o Reino com a conquista do território pelos Almorávidas em 1091.